# Haiducii
Haiducii är artistnamn för den rumänska sångerskan Paula Mitrache, född 14 juni 1971, som fick sitt internationella genombrott i mitten av 2004 med en cover på den moldaviska popgruppen O-Zones hitlåt Dragostea din tei. Låten producerades av Gabry Ponte från eurodancegruppen Eiffel 65.
Namnet Haiducii är rumänska för 'hejdukar'.

## Diskografi

### Album
- 2008 – Paula Mitrache in Haiducii

### Singlar
- 2004 – Dragostea din tei
- 2004 – Mne s toboy horosho (Nara nara na na)
- 2004 – More ’N’ More (I Love You)
- 2005 – I Need A Boyfriend
- 2007 – Boom Boom